# Handphone
Handphone (핸드폰?) è un film del 2009 diretto da Kim Han-min.

## Trama
Seung-min diviene improvvisamente vittima di un ricatto: in un cellulare sono infatti presenti alcuni video che potrebbero compromettere per sempre la sua professione. L'uomo inizia così a cercare il cellulare, inconsapevole di non essere l'unico interessato al misterioso oggetto.

## Distribuzione
In Corea del Sud la pellicola è stata distribuita dal 19 febbraio 2009.